# Reino de los Países Bajos
El Reino de los Países Bajos (en neerlandés: Het Koninkrijk der Nederlanden, pronunciado /ˈkoːnɪŋkrɛiɡ dɛr ˈneːdərlɑndə(n)/ⓘ; en papiamento, Reino Hulandes),  es un Estado soberano transcontinental cuya forma de gobierno es la monarquía constitucional.
Las cuatro partes del Reino —Aruba, Curazao, San Martín y los Países Bajos— son naciones constituyentes (landen en neerlandés). En la práctica, sin embargo, la mayoría de los asuntos del Estado son administrados por los Países Bajos —que representa el 98 % de la superficie y población del reino—. Los territorios de Aruba, Curazao y San Martín son dependientes de los Países Bajos en materias como los asuntos exteriores y la defensa, aunque son autónomos en cierto grado, con sus propios parlamentos.
La gran mayoría de la superficie de los Países Bajos —como país constitutivo del Reino— está localizado en Europa, con la excepción del Caribe Neerlandés: tres municipios especiales (Bonaire, Saba y San Eustaquio) se sitúan en el Caribe. Aruba, Curazao y San Martín también se encuentran en el Caribe.

## Historia
Antes de 1954 Surinam, Curazao y las demás dependencias eran simples colonias de los Países Bajos. A partir de este año las relaciones entre los Países Bajos, Surinam y Curazao (hasta 2010 Antillas Neerlandesas) fueron muy tensas. Surinam y las Antillas Neerlandesas obtuvieron el estatus de país, lo que les daba cierta autonomía en sus asuntos internos con respecto a la metrópoli. Es así como gracias al nuevo estatuto los Países Bajos entregan parte de su soberanía al Reino de los Países Bajos (en materia de asuntos extranjeros y de ciudadanía).
En 1975 Surinam se convirtió en una república independiente y se segregó por completo del Reino. En 1986 Aruba, hasta entonces parte de las Antillas Neerlandesas, consiguió convertirse en un nuevo Estado autónomo (de las Antillas), aunque seguía siendo parte del Reino.
En octubre de 2010 se disolvieron las Antillas Neerlandesas, y Curazao y San Martín accedieron a la autonomía ese año. Así apareció la estructura del Reino en la actualidad: cuatro entidades bajo una sola corona.

### Independencia de Bélgica y Luxemburgo
En 1830 Bélgica se separó del Reino, un paso que fue reconocido por los Países Bajos solo en 1839 en el Tratado de Londres. En ese momento Luxemburgo se convirtió en un país totalmente independiente en una unión personal con los Países Bajos. Luxemburgo también perdió más de la mitad de su territorio ante Bélgica. Para compensar a la Confederación Alemana por esa pérdida, el resto de la provincia neerlandesa de Limburgo recibió el mismo estatus que Luxemburgo había disfrutado antes, como una provincia neerlandesa que al mismo tiempo formó un ducado de la Confederación Alemana. Ese estado fue revertido cuando la Confederación Alemana dejó de existir en 1867 (reemplazada brevemente por la Confederación Alemana del Norte dirigida por Prusia) hasta la proclamación de un Imperio alemán unificado en 1871), con Limburgo volviendo a su condición de provincia neerlandesa ordinaria.

### Descolonización
La reforma administrativa de 1954 fue provocada por el Estatuto de Westminster de 1931 y la Carta Atlántica de 1941 (que establece «el derecho de todos los pueblos a elegir la forma de gobierno en que vivirán y el deseo de un sistema permanente de seguridad general»), firmada por los Países Bajos el 1 de enero de 1942. La reina Wilhelmina propuso cambios en un discurso radiofónico del 7 de diciembre de 1942. En él la Reina, en nombre del Gobierno neerlandés en el exilio en Londres, expresó su deseo de revisar las relaciones entre los Países Bajos y sus colonias después del final de la guerra. Después de la liberación, el Gobierno convocaría una conferencia para acordar un acuerdo en que los territorios de ultramar pudieran participar en la administración del Reino sobre la base de la igualdad. En un inicio este discurso tenía propósitos de propaganda; el Gobierno neerlandés tenía en mente a las Indias Orientales Neerlandesas (ahora Indonesia) y esperaba apaciguar a la opinión pública en los Estados Unidos, que se había vuelto escéptica hacia el colonialismo. Con la independencia de Indonesia, una constitución federal se consideró demasiado pesada, ya que las economías de Surinam y las Antillas Neerlandesas eran insignificantes en comparación con la de los Países Bajos. Mediante la Carta para el Reino de los Países Bajos, promulgada en 1954, se creó un Estado compuesto (también conocido como el «Reino tripartito de los Países Bajos»), que consta de los Países Bajos continentales, Surinam y las Antillas Neerlandesas. Según las disposiciones de la Carta, a ambas antiguas colonias se les otorgó autonomía interna. Surinam y las Antillas Neerlandesas obtuvieron sendos ministros plenipotenciarios con sede en los Países Bajos, que tenían derecho a participar en las reuniones del gabinete neerlandés donde discutían los asuntos del Reino en su conjunto cuando pertenecían directamente a Surinam o las Antillas Neerlandesas. Los delegados de Surinam y las Antillas Neerlandesas podrían participar en las sesiones de la Primera y Segunda Cámara de los Estados Generales. Un miembro extranjero podría ser agregado al Consejo de Estado cuando sea apropiado. Según la Carta, Surinam y las Antillas Neerlandesas podrían alterar su Ley Fundamental (Staatsregeling). No se reconoció el derecho de los dos países autónomos a abandonar el Reino de manera unitaleral; sin embargo, estipuló que la Carta podría ser disuelta mediante consultas mutuas. Antes de que se proclamara la Carta para el Reino de los Países Bajos en 1954, Surinam, Nueva Guinea Neerlandesa y las Antillas Neerlandesas (antes «Colonia de Curazao e Islas Subordinadas») eran colonias de los Países Bajos.
Surinam fue un país constituyente dentro del Reino desde 1954 hasta 1975, mientras que las Antillas Neerlandesas fueron un país constituyente desde 1954 hasta 2010. Desde entonces Surinam se convirtió en una república independiente, y las Antillas Neerlandesas se dividieron en seis. Tres son países constituyentes: Aruba (desde 1986), Curazao y San Martín (desde 2010); y tres son municipios especiales de los Países Bajos propiamente dichos: Bonaire, San Eustaquio y Saba. La Nueva Guinea neerlandesa era un territorio dependiente del Reino hasta 1962, pero no era un país autónomo y no se mencionaba en la Carta.
En 1969 un ataque no organizado en la isla antillana de Curazao provocó graves disturbios y saqueos, durante los cuales una parte del centro histórico de la ciudad de Willemstad fue destruida por el fuego. El orden fue restaurado por marines holandeses. En el mismo año Surinam vio una grave inestabilidad política con el primer ministro surinamés, Jopie Pengel, amenazando con solicitar apoyo militar para romper una huelga de maestros.
En 1973 un nuevo gabinete neerlandés bajo el líder laborista Joop den Uyl asumió el poder. En la declaración de política del Gobierno, el gabinete declaró el deseo de fijar una fecha para la independencia de Surinam y las Antillas Neerlandesas con sus respectivos Gobiernos. El Ejecutivo antillano no se comprometió, ni tampoco el gabinete de Sedina de Surinam (1969-1973). Las elecciones de Surinam en 1973 llevaron al poder a la Combinación Nacional del Partido (Nationale Partij Kombinatie), con Henck Arron como primer ministro. El nuevo Gobierno declaró que Surinam sería independiente antes de 1976. Esto fue notable, ya que la independencia no había sido un problema durante la campaña electoral. El Gobierno de Den Uyl en La Haya tenía ahora un socio dispuesto en Paramaribo para realizar sus planes para la independencia de Surinam. A pesar de la vehemencia y la resistencia de la oposición surinamesa, Den Uyl y Arron llegaron a un acuerdo y, el 25 de noviembre de 1975, Surinam se independizó.
En enero de 1986 Aruba se separó de las Antillas Neerlandesas y se convirtió en un país constituyente del Reino por derecho propio. En octubre de 2010 las Antillas Neerlandesas se disolvieron, y Curazao y San Martín se convirtieron en los países constituyentes más nuevos del Reino de los Países Bajos.

## Instituciones

### Gobierno

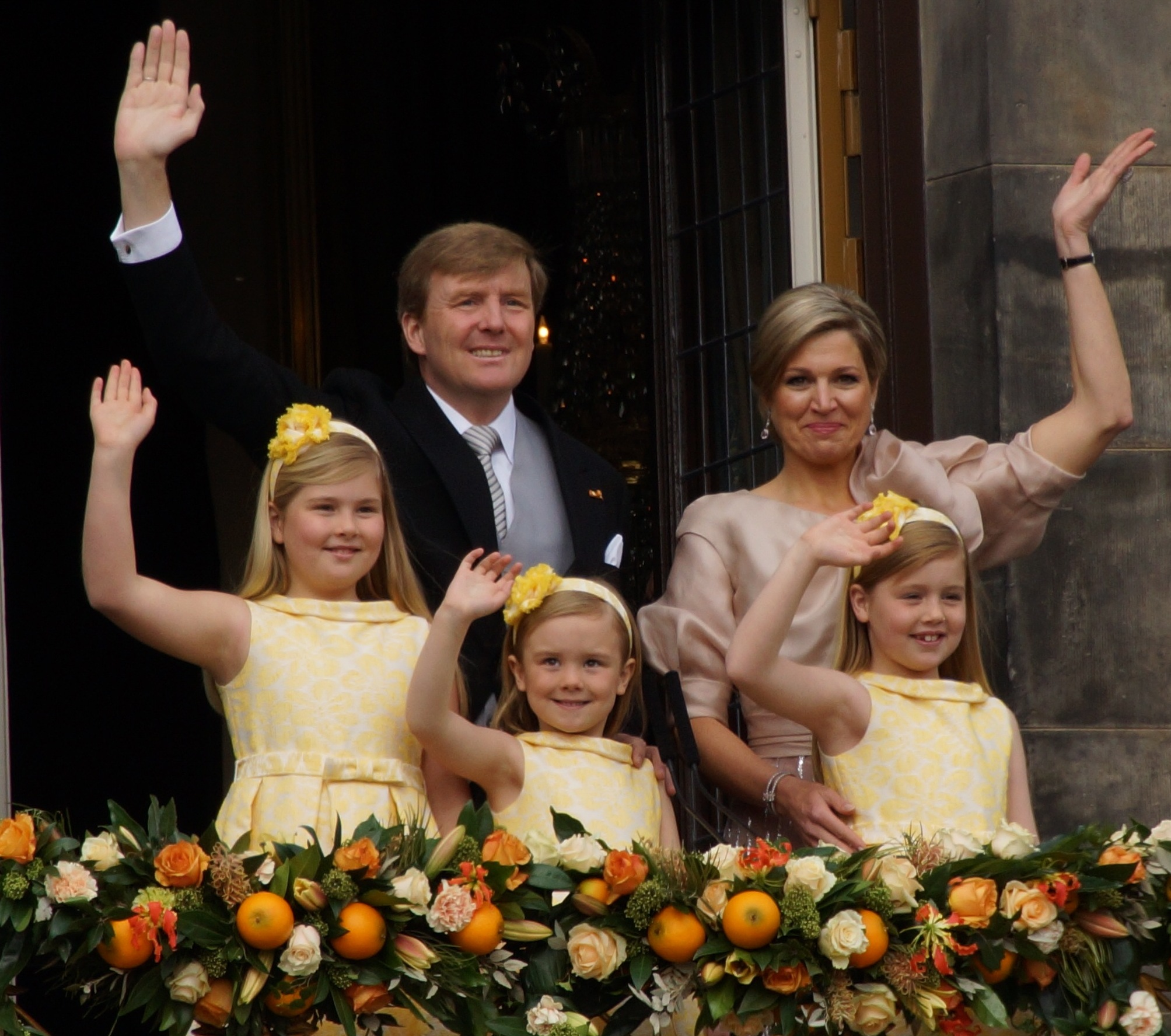
La familia real neerlandesa.

El Estatuto del Reino de los Países Bajos decide qué se considera asunto del reino y qué órgano debe encargarse de dicho asunto.

### Asuntos
Los asuntos del reino incluyen:
- Defensa
- Asuntos o Relaciones Exteriores
- Ciudadanía
- Extradición

### Administración
El monarca y los ministros que nombra forman el Gobierno del Reino. Según el artículo 7 de la Carta, el Consejo de Ministros del Reino de los Países Bajos está formado por el Consejo de Ministros de los Países Bajos, complementado por un ministro plenipotenciario de Aruba, un ministro plenipotenciario de Curazao y un ministro plenipotenciario de San Martín.
El rey o la reina, junto con el consejo de ministros (Rijksministerraad), tiene la administración del reino. El consejo de ministros está constituido por el consejo de ministros de los Países Bajos y por dos ministros representantes de las islas caribeñas.
Las leyes aplicables dentro del reino se conocen como Leyes del Reino (Rijkswetten). Un claro ejemplo de una ley del reino es la de la ciudadanía neerlandesa.
El rey o la reina es el jefe de Estado del reino. Como este reside en los Países Bajos, dos gobernadores son designados como representantes de la casa real ante los gobiernos isleños. El primer ministro neerlandés preside el Consejo de Ministros del Reino.
En diciembre de 2007, se estableció un Consejo Adjunto para las Relaciones del Reino. Este consejo de diputados prepara las reuniones del Consejo de Ministros del Reino. El establecimiento de dicho Consejo ha sido defendido durante mucho tiempo por el Consejo de Estado del Reino.
El Gobierno y el Consejo de Ministros del Reino, junto con la propia monarquía, están sujetos al Artículo 5 de la Carta que hace referencia a su regulación principalmente a la Constitución del Reino de los Países Bajos en cuanto a la Carta del Reino de los Países Bajos.
Hay dos instrumentos legales disponibles a nivel del Reino: la Ley del Reino (en neerlandés: Rijkswet) y la Orden en Consejo para el Reino (en neerlandés: Algemene maatregel van Rijksbestuur). Un ejemplo de una ley del Reino es la "Ley del Reino sobre la ciudadanía neerlandesa" (en neerlandés: Rijkswet op het Nederlanderschap).
El monarca de los Países Bajos es el jefe de Estado del Reino. El monarca está representado en Aruba, Curazao y San Martín por un gobernador.

### Legislación
La legislatura del Reino está compuesta por los Estados Generales de los Países Bajos y el Gobierno. Los artículos 14, 16 y 17 de la Carta otorgan cierta participación a los parlamentos de Aruba, Curazao y San Martín.

### Consejo de Estado
El artículo 13 de la Carta especifica que existe un Consejo de Estado del Reino. Está (como todas las instituciones del Reino) regulado en la Constitución, pero la Carta implica que a solicitud de Aruba, Curazao o San Martín, un miembro de cada una de estas islas puede ser incluido en el Consejo de Estado.  Aruba está ejerciendo actualmente este derecho.  Este no siempre ha sido el caso; las Antillas Neerlandesas no tuvieron miembro hasta 1987 y Aruba no tuvo ninguno hasta 2000.  El primer miembro del Consejo de Estado de San Martín será el exteniente gobernador Dennis Richardson.

## Constitución
El Reino de los Países Bajos está regido por el Estatuto para el Reino de los Países Bajos, el cual es aplicable en cualquier parte del reino.
Cada uno de los cuatro países miembros tiene su propia constitución, por lo que existen cuatro constituciones: Constitución de los Países Bajos (Grondwet van het Koninkrijk der Nederlanden), Constitución de Curazao (Staatsregeling van Curaçao), la Constitución de San Martín (Staatsregeling van Sint Maarten) y la Constitución de Aruba (Staatsregeling van Aruba). Cada uno de los cuatro territorios tiene también su propia administración, su propio parlamento, y su propia ciudadanía y juntos forman un arreglo sui géneris que tiene las características de un Estado federal, de una confederación, de una federación y de una unión con un monarca como el jefe de Estado, representado separadamente por gobernadores. Las instituciones del Reino se encuentran en su mayor parte en los Países Bajos, con una representación (el gobernador de Aruba, el gobernador de Curazao, el gobernador de San Martín y un representante del Estado Neerlandés) en los territorios de ultramar.

## Países

Estructura de árbol de subdivisiones del Reino de los Países Bajos, que muestra la ubicación geográfica de sus cuatro países constituyentes

- Los Países Bajos son un Estado unitario descentralizado administrado por un monarca y un consejo de ministros. El pueblo está representado en el Staten-generaal, que consiste en una Cámara de Representantes y un senado. Los Países Bajos están divididos en doce provincias: Groninga, Frisia, Drente, Overijssel, Güeldres, Utrecht, Flevoland, Holanda Septentrional, Holanda Meridional, Zelanda, Brabante Septentrional y Limburgo y desde el 10 de octubre de 2010 incluye los municipios especiales de Bonaire, Saba y San Eustaquio.[10][11][12][13]

- Aruba es un Estado unitario centralizado desde 1986 que posee su propio gobierno (representado por el primer ministro de Aruba)[10][11][12] y el consejo de ministros. El monarca de los Países Bajos está representado por el gobernador de Aruba. El pueblo está representado en el Parlamento de Aruba. Aruba no tiene divisiones administrativas.

- Curazao es un Estado unitario centralizado desde 2010 que posee su propio gobierno (representado por el primer ministro de Curazao)[10][11][12] y el consejo de ministros. El monarca de los Países Bajos está representado por el gobernador de Curazao. El pueblo está representado en el Parlamento de Curazao. Curazao no tiene divisiones administrativas.

- San Martín es un Estado unitario centralizado desde 2010 que posee su propio gobierno (representado por el primer ministro de San Martín)[10][11][12] y el consejo de ministros. El monarca de los Países Bajos está representado por el gobernador de San Martín. El pueblo está representado en el Parlamento de San Martín. Su territorio no tiene divisiones administrativas.

| Territorio                | Subdivisión               | Estatus                   | Población (porcentaje) | Superficie (porcentaje) | Densidad      | Capital     | Moneda              | Antillas Neerlandesas (disueltas) |
| ------------------------- | ------------------------- | ------------------------- | ---------------------- | ----------------------- | ------------- | ----------- | ------------------- | --------------------------------- |
| Países Bajos              | Países Bajos              | País constituyente        | 17.432.742 (98,24%)    | 41.865 (98,45%)         | 423 hab/km²   | Ámsterdam   | EUR, USD            | -                                 |
|                           |                           |                           |                        |                         |               |             |                     |                                   |
| Territorio continental    |                           | 17.407.585 (97,68%)       | 41.593 km² (98,10%)    | 418'52 hab/km²          |               | EUR         | -                   |                                   |
| Bonaire                   | Municipio Especial        | 20.104 (0,11%)            | 294 km² (0,69%)        | 69 hab/km²              | Kralendijk    | USD         | 1983-2010 (hoy BES) |                                   |
| Saba                      | Municipio Especial        | 1.915 (0,01%)             | 13 km² (0,03%)         | 148 hab/km²             | The Bottom    | USD         | 1983-2010 (hoy BES) |                                   |
| San Eustaquio             | Municipio Especial        | 3.138 (0,02%)             | 21 km² (0,05%)         | 150 hab/km²             | Oranjestad    | USD         | 1954-2010 (hoy BES) |                                   |
| Aruba                     | Aruba                     | País constituyente        | 120.917 (0,63%)        | 180 km² (0,42%)         | 671 hab/km²   | Oranjestad  | AWG                 | 1954-1986                         |
| Curazao                   | Curazao                   | País constituyente        | 151.885 (0,89%)        | 444 km² (1,04%)         | 342 hab/km²   | Willemstad  | XCG                 | 1954-2010                         |
| San Martín                | San Martín                | País constituyente        | 44.564 (0,23%)         | 34 km² (0,08%)          | 1.310 hab/km² | Philipsburg | XCG                 | 1983-2010                         |
| Reino de los Países Bajos | Reino de los Países Bajos | Reino de los Países Bajos | 17.750.108             | 42.531 km²              | 417 hab/km²   | Ámsterdam   | EUR,USD, ANG, XCG   |                                   |

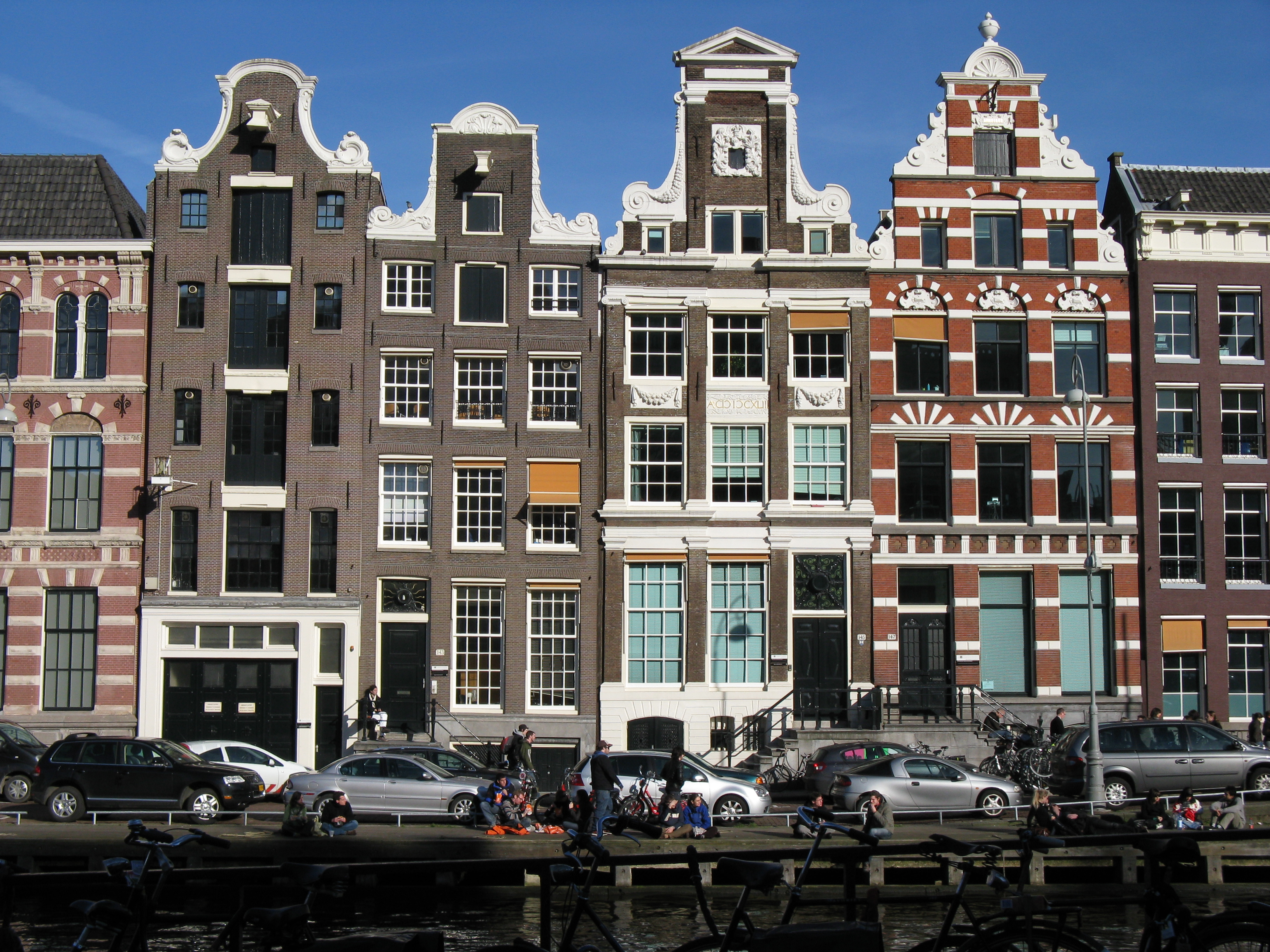
Países Bajos
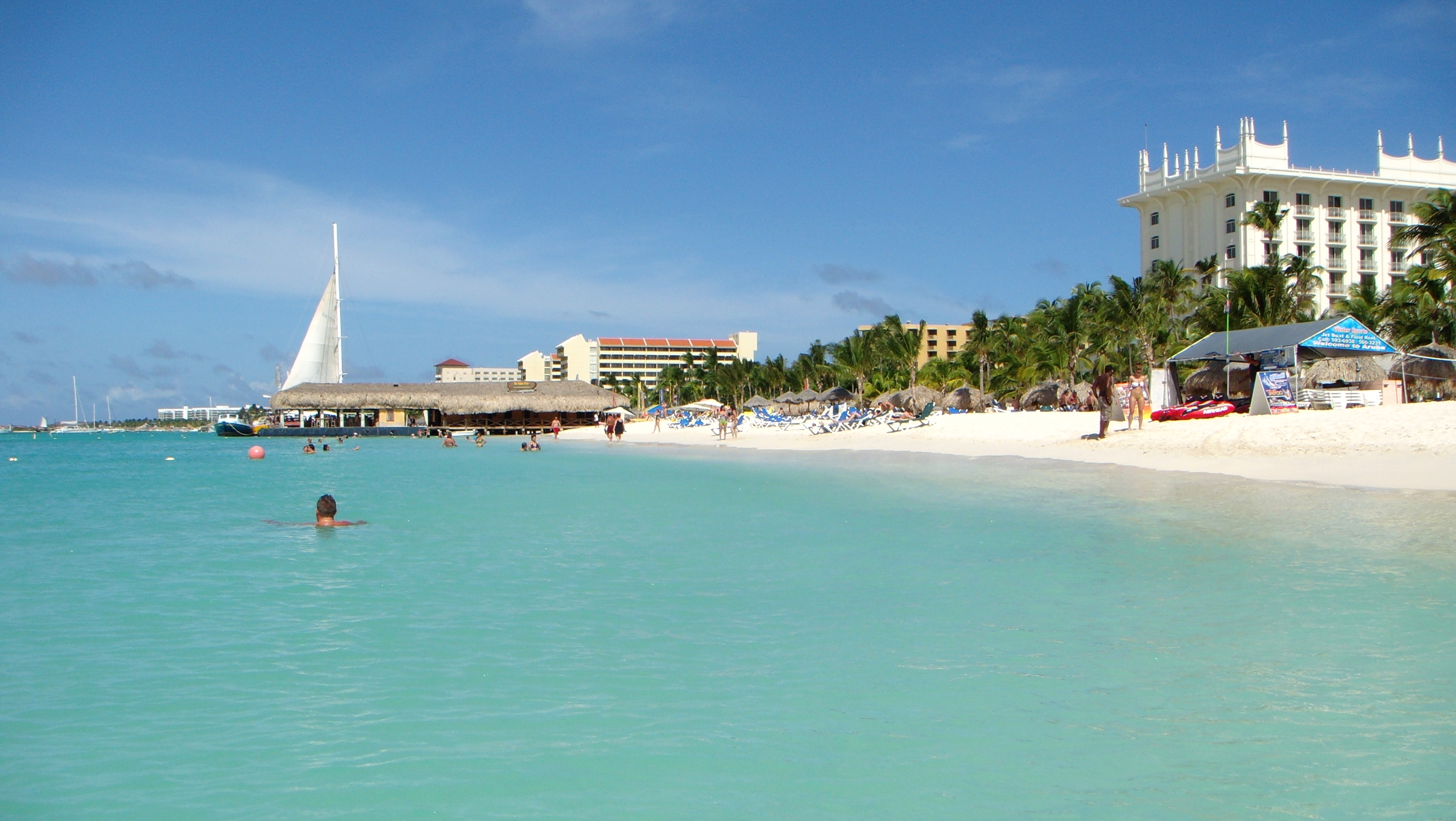
Aruba
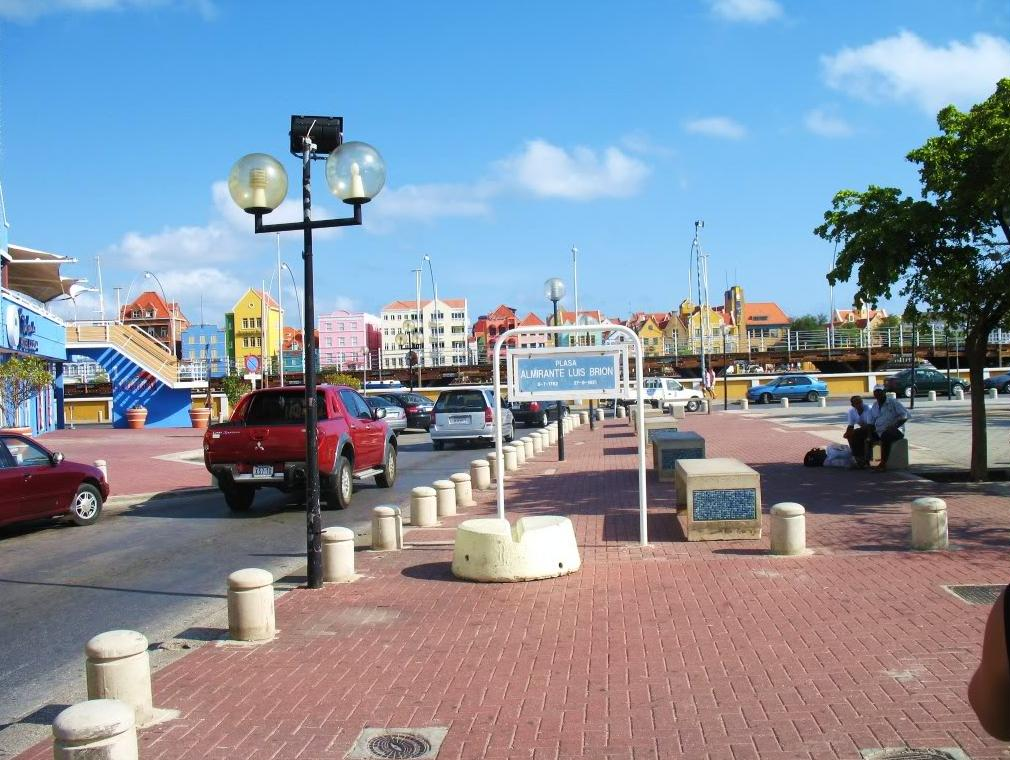
Curazao
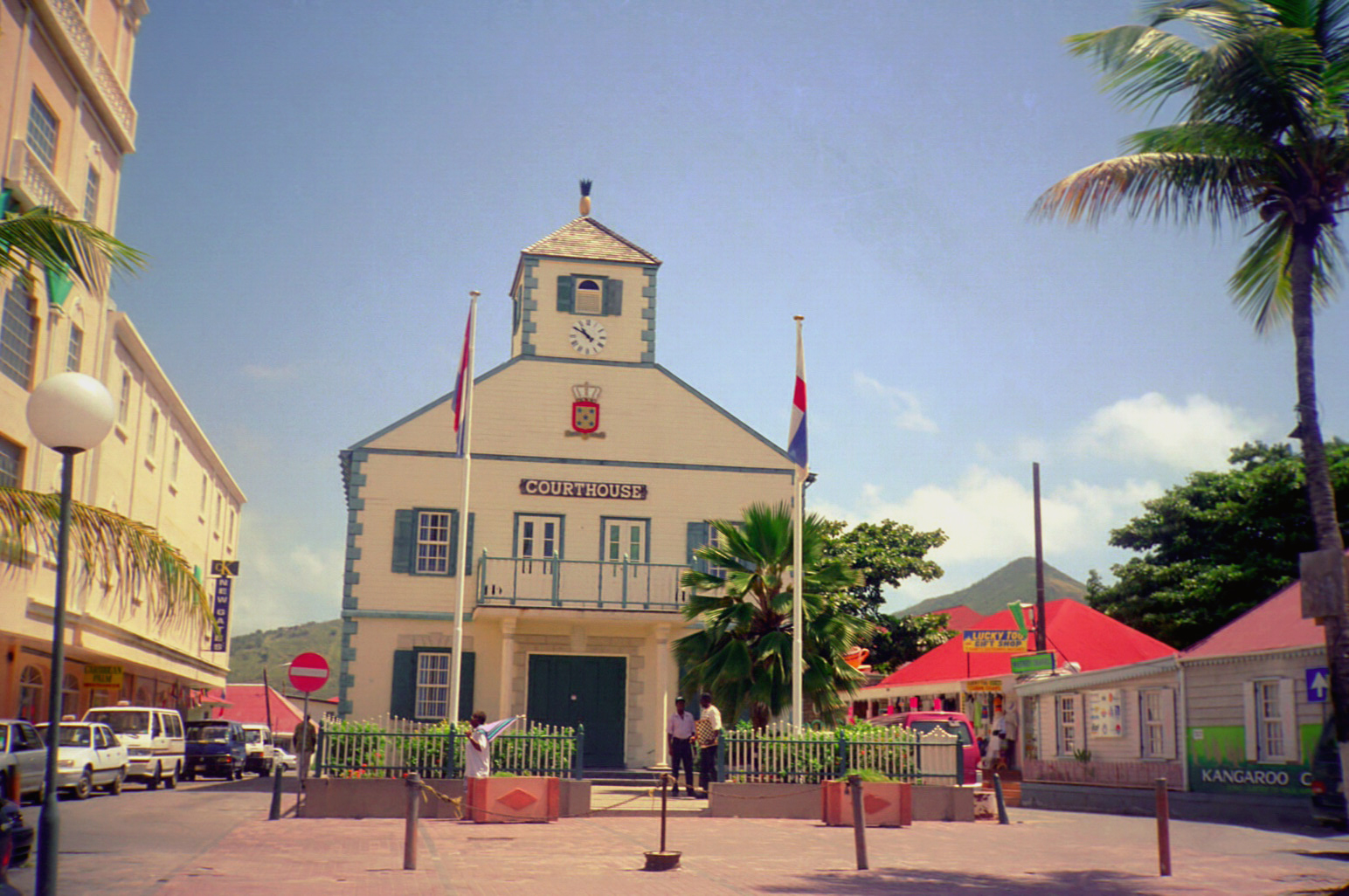
San Martín
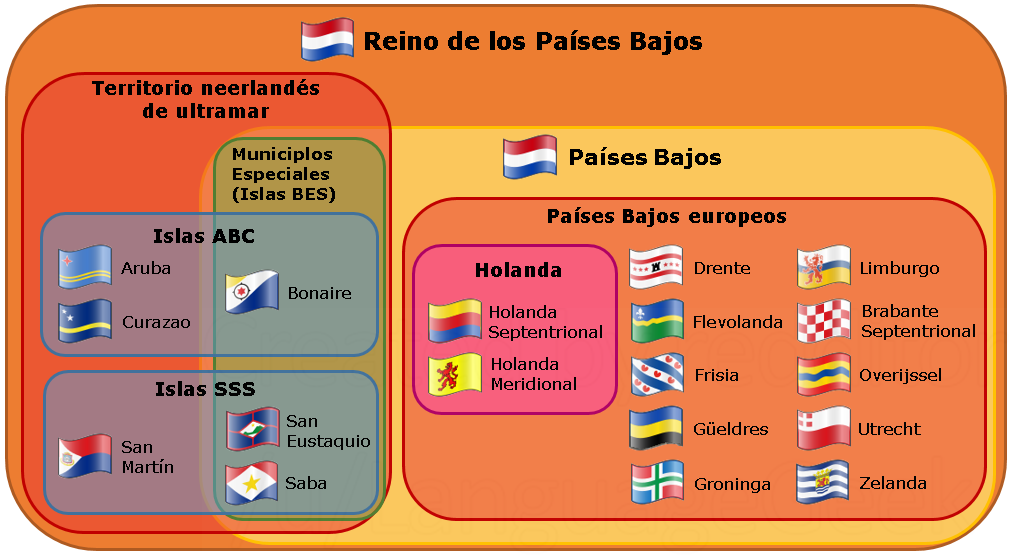
Diagrama de Euler del reino